# Snabbtelefon

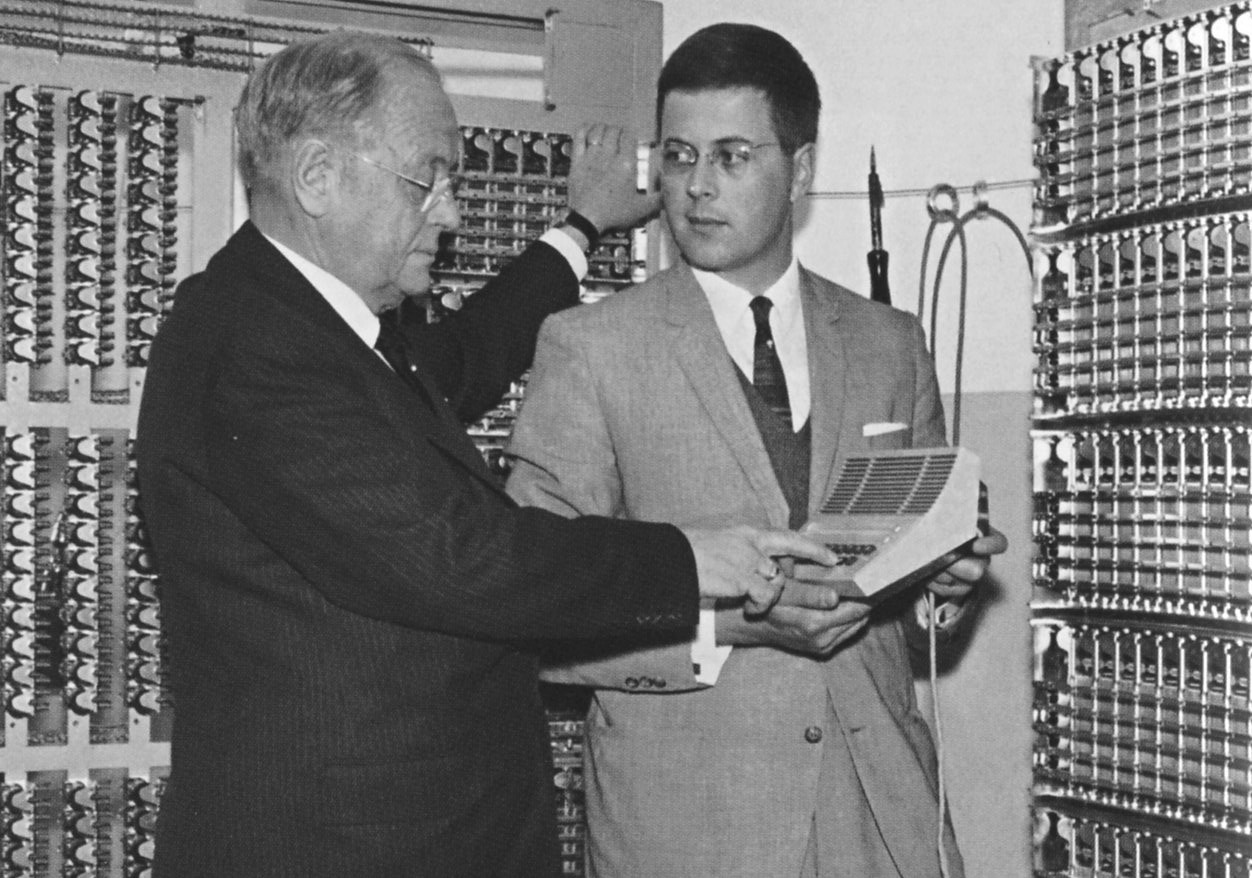
En modell av snabbtelefon demonstreras 1965.

En snabbtelefon är en, vanligtvis högtalande, telefon som ansluts internt men inte till det allmänna telefonnätet.
Snabbtelefoner används för flervägskommunikation mellan olika rum i en byggnad eller i vissa fall även mellan olika byggnader i exempelvis hemmet eller på arbetsplatsen. Dessa sänder signalerna via en kabel eller det ordinarie elnätet och kräver varken ett särskilt abonnemang eller kort för att kunna användas. Snabbtelefoner är främst stationära och kan placeras på exempelvis ett bord eller monteras på en vägg.
Till privatpersoner och småföretag säljs snabbtelefonerna vanligtvis i identiska par. Ofta finns det även möjlighet att köpa till och ansluta ytterligare snabbtelefoner. På standardmodeller finns tre tryckknappar. En för att sända ut en ringsignal till andra snabbtelefoner, en för att kommunicera (hålls intryckt när man pratar, som på en komradio) och en lås-/autoknapp som innebär att man kan prata fritt utan att behöva hålla en knapp intryckt. Det går även att sända via olika kanaler. På så sätt kan man välja vilka snabbtelefoner man vill kontakta i sitt snabbtelefonnät. Snabbtelefoner kan användas som elektronisk barnvakt eller för att följa ett litet sammanträde från ett annat rum.
Snabbtelefoner som sänder signaler via elnätet måste vara anslutna till samma elcentral, vilket begränsar räckvidden och kan resultera i att det inte går att använda snabbtelefonerna mellan olika byggnader. En annan nackdel med trådlösa snabbtelefoner är att snabbtelefonerna kan kontakta andras snabbtelefoner på samma frekvens och att därför smygavlyssning kan förekomma.
Främst fram till 2000-talet var det vanligt att teknikbutiker sålde snabbtelefoner till allmänheten, men i samband med mobiltelefonernas ökade popularitet och olika typer av elektroniska barnvakter har de klassiska snabbtelefonerna blivit sällsynta.